# 다노하타촌
다노하타촌(일본어: 田野畑村)은 일본 이와테현에 있고 태평양과 접하는 시모헤이군의 촌이다.

## 역사
- 1889년 4월 1일 - 정촌제가 시행되어 구 다노하타촌, 하마이와이즈미촌, 누마부쿠로촌이 합병해 기타헤이군 다다노하타촌이 성립하였다.
- 1896년 3월 29일 - 기타헤이군, 나카헤이군, 히가시헤이군이 합병해 시모헤이군이 되면서 다노하타촌은 시모헤이군 소속이 되었다.

## 인구
| 연도 | 인구  | ±%     |
| ---- | ----- | ------ |
| 1920 | 4,084 | —      |
| 1930 | 4,314 | +5.6%  |
| 1940 | 4,678 | +8.4%  |
| 1950 | 5,757 | +23.1% |
| 1960 | 6,585 | +14.4% |
| 1970 | 5,412 | −17.8% |
| 1980 | 5,225 | −3.5%  |
| 1990 | 5,019 | −3.9%  |
| 2000 | 4,529 | −9.8%  |
| 2010 | 3,843 | −15.1% |

## 교통

### 철도
- 산리쿠 철도 기타리아스선

### 도로
- 산리쿠 자동차도
- 국도 45호선

## 자매 도시
- 일본 사이타마현 후카야시